# Verbascum boerhavii
Verbascum boerhavii är en flenörtsväxtart som beskrevs av Carl von Linné. Verbascum boerhavii ingår i släktet kungsljus, och familjen flenörtsväxter. Utöver nominatformen finns också underarten V. b. knochei.